# Дроттнинггатан
Дроттнинггатан (швед. Drottninggatan) — главная торговая улица Стокгольма. Начинается в районе Норрмальм от моста Риксбрун и проходит на север до Обсерватории в районе Васастан.
Название со шведского переводится как улица Королевы. Дроттнинггатан была проложена в первой половине XVII века и получила название в честь королевы Кристины.
С 1990-х гг. улица закрыта для движения транспорта. В 2010 и 2017 годах здесь произошли теракты.
Помимо магазинов, на Дроттнинггатан находятся Министерство образования и исследований Швеции и музей Стриндберга (в доме, где провёл последние годы жизни Август Стриндберг).